# پکن -۱
پکن ۱  (همچنین به نام پکن شماره ۱  یا پکن شماره 1 نیز شناخته می شود)  یک نمونه اولیه هواپیمای کوچک دو موتوره در دهه 1950 بود که در جمهوری خلق چین طراحی و ساخته شد. فقط یک نمونه ساخته شد که نوع آن وارد تولید نشد.

## طراحی و توسعه
در سال 1958، ژو انلای ، نخست‌وزیر چین، به مؤسسه هوانوردی پکن (بعدها به عنوان دانشگاه هوانوردی و فضانوردی پکن (BUAA) و اکنون دانشگاه بی‌هانگ شناخته شد) دستور طراحی یک هواپیمای مسافربری را دریافت کرد.  طرح به دست آمده، پکن 1، یک هواپیمای تک بال پایین دو موتوره کوچک با ارابه فرود سه چرخه جمع شونده و تمام ساختار فلزی بود. انرژی آن دو ۱۹۰ کیلووات (۲۵۰ اسب بخار) بود Ivchenko AI-14 ملخ‌های چوبی دو پره را هدایت می‌کند، در حالی که بال‌های آن به نوارهای لبه‌ای و لبه‌های انتهایی مجهز شده بود تا عملیات خارج از فرودگاه‌های کوچک را تسهیل کند.   یک خدمه دو نفره و 8 تا 10 مسافر در بدنه هواپیما حمل می شدند. 
پکن 1 اولین پرواز خود را در 24 سپتامبر 1958 انجام داد و در 1 اکتبر 1958 در نهمین سالگرد تاسیس جمهوری خلق چین به مقامات هواپیمایی کشوری چین تحویل داده شد.  این اولین هواپیمای مسافربری بود که در جمهوری خلق طراحی و ساخته شد. اگرچه گزارش‌های معاصر حاکی از آن است که این نوع به اداره هواپیمایی کشوری چین وارد شده است،  هیچ تولیدی دنبال نشد و تنها نمونه اولیه آن ساخته شد.  اکنون در موزه هوانوردی پکن نگهداری می شود. 

## مشخصات فنی
داده‌ها از Chinese Aircraft: China's Aviation Industry since 1951
ویژگی‌های عمومی
- خدمه: 2
- ظرفیت: 8–10 passengers
- طول: ۱۲٫۱۵ متر (۳۹ فوت ۱۰ اینچ)
- پهنای بال: ۱۶٫۴۰ متر (۵۳ فوت ۱۰ اینچ)
- ارتفاع: ۴٫۳۹ متر (۱۴ فوت ۵ اینچ)
- وزن ناخالص: ۳٬۰۰۰ کیلوگرم (۶٬۶۱۴ پوند)
- پیشرانه: ۲ عدد nine-cylinder air-cooled radial engines Ivchenko AI-14, ۱۹۰ کیلووات (۲۶۰ اسب بخار)  در هر موتور

عملکرد
- حداکثر سرعت: ۳۰۰ کیلومتر بر ساعت (۱۹۰ مایل بر ساعت، ۱۶۰ گره) [۳]
- بُرد: ۱٬۰۷۵ کیلومتر (۶۶۸ مایل، ۵۸۰ مایل دریایی) [۳]
- حداکثر ارتفاع: ۴٬۸۰۰ متر (۱۵٬۷۰۰ فوت) [۳]

## یادداشت
1. 1 2 3 4 5  Gordon and Komissarov 2008, p. 194–195.
2. 1 2  "China Through a Lens: Beijing Aviation Museum". China.org.cn. 1 May 2005. Retrieved 20 August 2011.
3. 1 2 3 4 5  Taylor 1961, p. 33.
4. 1 2  Flight International 26 July 1962, p. 135.
5. ↑  Harrison 1964, p. 839.